# Basanti Chakma
Basanti Chakma é uma política da Liga Popular de Bangladesh e um membro do Parlamento de Bangladesh a partir de um assento reservado.

## Carreira
Chakma foi eleita para o parlamento para um assento reservado como candidata da Liga Popular de Bangladesh em 2019.